# Nincasi
Nincasi (Ninkasi) é a antiga deusa suméria que representava a cerveja. Seu pai era Enqui, o lorde Nudimude, e sua mãe Ninti, rainha de Apsu. Ela também é uma das oito crianças criadas para curar uma das oito feridas que Enqui sofreu. Além disso, ela é a deusa do álcool. Nincasi é nascida de "água doce brilhante". Ela é a deusa feita para "satisfazer o desejo" e "saciar o coração". Ela preparava bebida todos os dias para os outros deuses.

## Na cultura popular
A banda Babi Jacques e Os Sicilianos tem uma música chamada Hino a Ninkasi, que fala sobre álcool e bebidas alcoólicas.